# Björn Leukemans
Björn Leukemans, né le 1er juillet 1977 à Deurne, est coureur cycliste belge. Il a commencé sa carrière professionnelle en 2000 au sein de l'équipe Vlaanderen 2002.

## Biographie
Membre en 1999 de l'équipe amateur belge Mapei-Saeco, Björn Leukemans est sélectionné en équipe nationale espoirs et se classe sixième du championnat du monde de la catégorie, et dixième du championnat d'Europe.
Björn Leukemans commence sa carrière professionnelle en 2000 au sein de l'équipe Vlaanderen 2002.
Il est contrôlé positif à la testostérone lors d'un contrôle antidopage réalisé à son domicile 4 jours avant les championnats du monde 2007, le 26 septembre. Ce résultat, annoncé en novembre et confirmé le mois suivant par l'analyse de l'échantillon B, provoque son licenciement par Predictor-Lotto et une suspension de deux ans prononcée en janvier 2008 par la commission disciplinaire de la Communauté Flamande. Leukemans fait appel de cette sanction, plaidant sa bonne foi. Le résultat du contrôle antidopage serait dû à la prise de Prasteron sur prescription du médecin de l'équipe Predictor-Lotto - lui aussi licencié, afin de soigner une fièvre et la fatigue récurrente due au cytomégalovirus contracté en 2006. Le Conseil de discipline de la Communauté flamande confirmant en appel la suspension de deux ans, Leukemans saisit le Conseil d'État, qui casse la décision du Conseil de discipline pour vice de procédure. Ce dernier, saisi à nouveau, prononce en août une suspension de 6 mois dont 3 avec sursis, avec effet rétroactif. Dès lors, Leukemans peut reprendre la compétition. Sans équipe, il prend part à quelques courses en tant que coureur élite sans contrat. Il remporte ainsi la kermesse de Buggenhout.
L'équipe Vacansoleil le recrute pour la saison 2009. Il apporte la première victoire à cette équipe en gagnant la quatrième étape de l'Étoile de Bessèges en février. Il se classe 3e du Samyn et 8e du Tour des Flandres.
En 2010, il est deuxième de À travers les Flandres, septième du Grand Prix E3 puis termine quatrième du Tour des Flandres, battu au sprint pour la troisième place par Philippe Gilbert. La semaine suivante, il se classe sixième de Paris-Roubaix. En juin, il finit sixième du Tour de Luxembourg et septième du Ster Elektrotoer. Il remporte en août la Druivenkoers Overijse. En fin de saison, il est sélectionné en équipe de Belgique pour les championnats du monde pour la première fois depuis 2007. Il prend la 20e place de la course en ligne.
En 2011, il obtient de nouveau des places d'honneur sur les classiques : 7e du Tour des Flandres, 13e de Paris-Roubaix, 2e de la Flèche brabançonne, 7e de l'Amstel Gold Race, 9e de Liège-Bastogne-Liège. Il participe en mai au Tour de Belgique, dont il prend la troisième place derrière Philippe Gilbert et Greg Van Avermaet. En juillet, il participe à 34 ans à son premier Tour de France.
En 2012, Björn Leukemans se distingue en fin d'été en remportant la Course des raisins puis en se classant sixième du Grand Prix de Montréal et troisième du Grand Prix de Wallonie. Aux championnats du monde, dans le Limbourg néerlandais, il dispute la course en ligne avec un rôle d'équipier pour Tom Boonen et Philippe Gilbert. Ce dernier remporte le titre en attaquant seul dans la dernière ascension du Cauberg. Leukemans termine dans le premier groupe, à la 26e place.

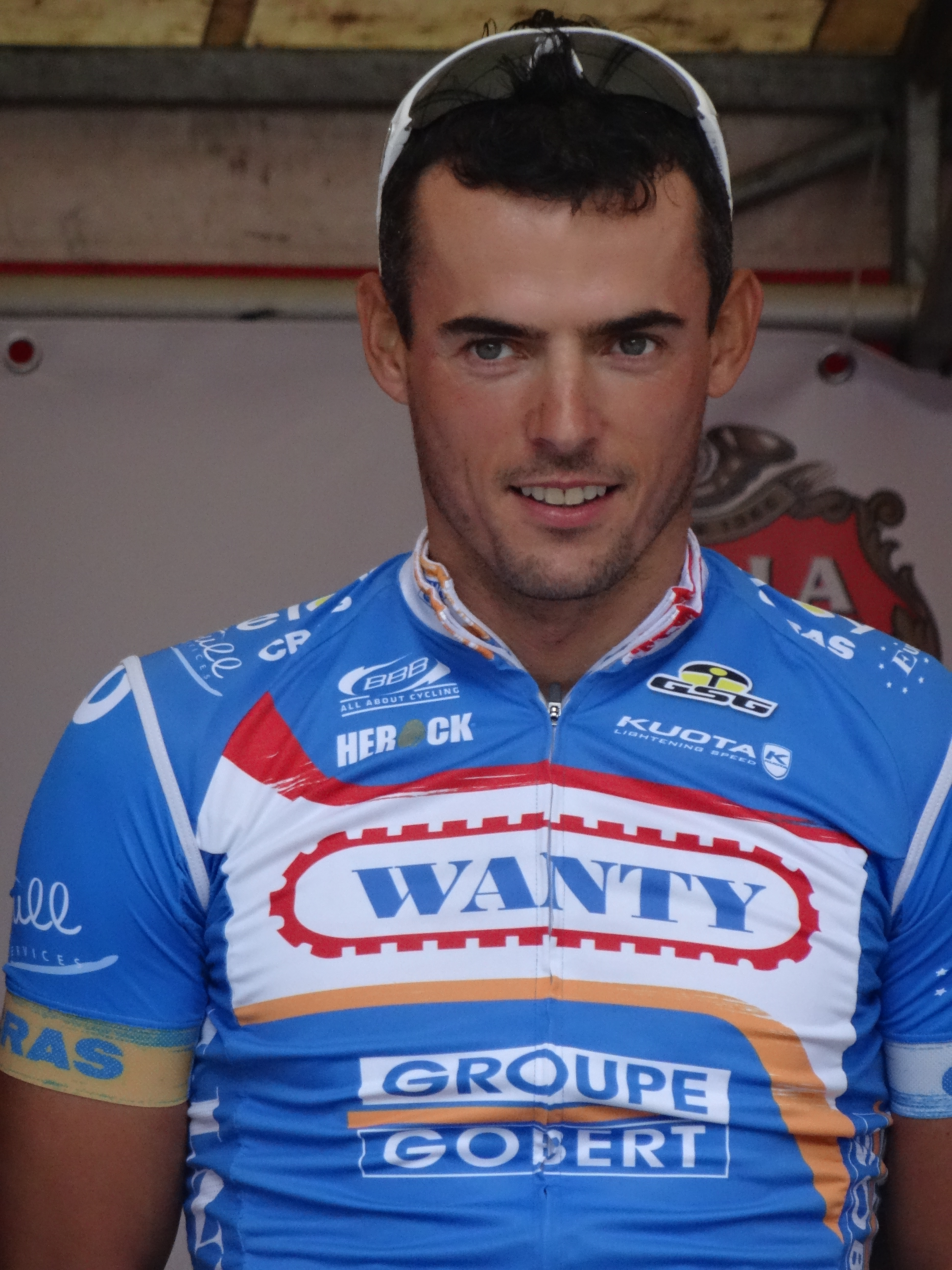
Björn Leukemans lors du Grand Prix Jef Scherens 2014.

En 2013, Björn Leukemans remporte à nouveau la Druivenkoers Overijse, sa première victoire de la saison, et rejoint ainsi Roger De Vlaeminck au palmarès des coureurs les plus titrés sur cette course (4 succès). Les deux hommes se distinguent toutefois en ce que Leukemans a remporté ses 4 succès consécutivement quand ceux de De Vlaeminck s'étalent de 1970 à 1978.
L'équipe Vacansoleil disparaît en fin de saison. Björn Leukemans rejoint en 2014 l'équipe continentale professionnelle Wanty-Groupe Gobert. Lors des classiques en avril, il est notamment cinquième de la Flèche brabançonne, neuvième du Tour des Flandres, onzième de l'Amstel Gold Race, quinzième de Paris-Roubaix. Il se classe ensuite sixième du Tour de Picardie, dixième du Tour du Luxembourg. En août, il gagne la première étape du Tour du Limousin. Il occupe la première place du classement général pendant deux jours, puis la cède à Mauro Finetto, vainqueur de la troisième étape, et termine deuxième de ce Tour du Limousin. Il obtient de nouvelles places d'honneur durant les semaines suivantes : quatrième de la Course aux raisins, neuvième de la Brussels Cycling Classic et du Grand Prix Raymond Impanis. En juin 2015, il remporte le Tour du Limbourg.
Le 29 octobre 2015, la direction de l'équipe Wanty-Groupe Gobert décide de ne pas renouveler son contrat. Après avoir cherché en vain une nouvelle formation pour courir en 2016 il annonce à la fin de l'année qu'il arrête sa carrière professionnelle. 

## Palmarès et classements mondiaux

### Palmarès amateur
| - 1995 - 1reb étape de la Ster van Zuid-Limburg - Driedaagse der Noorderkempen : - Classement général - 1rea et 2e étapes - 2e de Ledegem-Kemmel-Ledegem - 3e de la Ster van Zuid-Limburg - 3e du Trophée des Flandres - 1997 - Circuit des Provinces flamandes - Flèche des Barrages | - 1998 - 3e du Grand Prix de la ville de Geel - 1999 - 2e étape du Tour de Navarre - 2e du championnat de Belgique sur route espoirs - 3e du Circuit de Wallonie - 3e du Zesbergenprijs Harelbeke - 6e du championnat du monde sur route espoirs - 10e du championnat d'Europe sur route espoirs |  |

### Palmarès professionnel
| - 2000 - 2e étape du Dekra Open Stuttgart - 2e du Tour de la Région wallonne - 2001 - 2e du Grand Prix Jef Scherens - 3e du Grand Prix de la ville de Vilvorde - 2002 - 3e étape de la Course de la Solidarité olympique - Grand Prix Beeckman-De Caluwé - 2004 - 5e étape du Tour de Belgique - 2e de l'Omloop van het Meetjesland - 3e du Grand Prix de la ville de Zottegem - 2005 - 2e du Stadsprijs Geraardsbergen - 2e du Grand Prix Jef Scherens - 2e du Grand Prix de Wallonie - 7e de l'Amstel Gold Race - 2007 - 4e étape du Tour d'Autriche - 4e de Paris-Roubaix - 2008 - 3e du Mémorial Fred De Bruyne - 2009 - 4e étape de l'Étoile de Bessèges - Omloop Van de Gemeente - Mémorial Thijssen - 2e du Mémorial Fred De Bruyne - 3e du Samyn - 8e du Tour des Flandres - 2010 - Course des raisins - 2e d'À travers les Flandres - 2e du Stadsprijs Geraardsbergen - 4e du Tour des Flandres - 6e de Paris-Roubaix | - 2011 - Heistse Pijl - Tour du Limousin : - Classement général - 1re étape - Course des raisins - 2e de la Flèche brabançonne - 3e du Tour de Belgique - 3e du Grand Prix de Wallonie - 6e du Grand Prix cycliste de Québec - 7e du Tour des Flandres - 7e de l'Amstel Gold Race - 9e de Liège-Bastogne-Liège - 2012 - Course des raisins - Stadsprijs Geraardsbergen - 3e du Grand Prix de Wallonie - 6e du Grand Prix cycliste de Montréal - 2013 - Course des raisins - 2e de Binche-Tournai-Binche - Mémorial Frank Vandenbroucke - 3e de la Flèche brabançonne - 7e de l'Amstel Gold Race - 2014 - 1re étape du Tour du Limousin - 2e du Tour du Limousin - 3e du Stadsprijs Geraardsbergen - 9e du Tour des Flandres - 2015 - Tour du Limbourg - Grand Prix Jef Scherens - Stadsprijs Geraardsbergen |  |

### Résultats sur les grands tours

#### Tour de France
1 participation
- 2011 : hors délais (19e étape)

#### Tour d'Italie
1 participation
- 2005 : 106e

#### Tour d'Espagne
2 participations
- 2006 : 93e
- 2009 : abandon (18e étape)

### Classements mondiaux
| Année                  | 2005 | 2006 | 2007 | 2008 | 2009 | 2010 | 2011 | 2012 | 2013 | 2014 |
| ---------------------- | ---- | ---- | ---- | ---- | ---- | ---- | ---- | ---- | ---- | ---- |
| Classement ProTour     | 125e | nc   | 77e  |      |      |      |      |      |      |      |
| Calendrier mondial UCI |      |      |      |      | 127e | 55e  |      |      |      |      |
| UCI World Tour         |      |      |      |      |      |      | 62e  | 117e | 138e |      |
| UCI Europe Tour        |      |      |      |      | 94e  | 21e  |      |      |      | 44e  |
| UCI Oceania Tour       |      |      |      |      |      | 79e  |      |      |      |      |